# Ginny Simms
Pour les articles homonymes, voir Simms.
Virginia Ellen Simms, connue sous le nom Ginny Simms, née le 25 mai 1913 à San Antonio au Texas – morte le 4 avril 1994 à Palm Springs en Californie, est une chanteuse américaine et actrice de cinéma.
Elle a chanté avec des big bands  et avec Dinah Shore, Peggy Lee, Ella Fitzgerald, Jo Stafford, et d'autres. Elle a aussi joué dans des films pour MGM et Universal, elle apparaît dans 11 films entre 1939 et 1951.

## Biographie
Née à San Antonio au Texas, sa famille déménage en Californie où elle étudie le piano à Fresno. Elle commence à participer à des spectacles dans un trio vocal. Dès 1932 elle a son propre programme sur une radio locale. Elle est engagée comme choriste à San Francisco, puis rejoint l'orchestre de Kay Kyser, qui la fait jouer dans trois de ses films, That's Right—You're Wrong (1939), You'll Find Out (1940), et Playmates (1941). En 1941 elle quitte l'orchestre de Kyser pour monter son propre show radiophonique. Dès lors elle apparaît dans plusieurs films, dont Here We Go Again (1942), Hit the Ice (1943) et Broadway Rhythm (1944). Elle a été mariée à trois reprises, avec le fondateur des hôtels Hyatt (1945-1951) avec qui elle a deux fils, puis avec Bob Calhoun (1951-1953) et enfin avec Don Eastvold de 1962 jusqu'à sa mort.
Elle meurt d'une crise cardiaque à Palm Springs à l'âge de 80 ans. Elle s'est vu attribuer une étoile sur le Hollywood Walk of Fame.

## Discographie
Simms a participé à de nombreux enregistrements entre 1935 et 1947, puis de nouveau entre 1953 et 1960, pour différentes maisons de disque, dont
ARA (American Recording Artists),
Brunswick,
Capitol Custom,
Columbia,
Conqueror,
Okeh,
Regal Zonophone,
Royale,
Sonora,
Star-Tone,
TOPS,
Venise,
Vocalion
and V-Disc.
Certains de ces enregistrement ont été réédités en CD
- Ginny Simms: Love Is Here to Stay (1997)
- Ginny Simms: V-Disc Recordings CD (1998)
- Gorgeous Ginny Simms (1999)
- Night and Day (1999) (bande originale du film de 1946 Night and Day)
- Ginny Simms: I'd Like to Set You to Music (2001)
- Simple & Sweet: The Best of Ginny Simms (2005)
- Ginny Simms: One More Dream (2006)
- All Right With Me! – 30 Years of Cole Porter Magic with the Girls! (2010) – Simms sings two Porter songs: "What Is This Thing Called Love?" and "Easy to Love"
- On the Air With Ginny Simms (2011)
- The Sentimental Stylings of Ginny Simms (2012)

## Filmographie
- 1939 : Micro folies (That's Right – You're Wrong)
- 1940 : La Villa des piqués  (You'll Find Out)
- 1941 : Playmates
- 1942 : Here We Go Again : Jean Gildersleeve
- 1942 : Sept Jours de perm (Seven Days' Leave)
- 1943 : Deux Nigauds dans la neige (Hit The Ice) : Marcia Manning
- 1944 : G.I. Journal (CM)
- 1944 : Broadway Rhythm :  Helen Hoyt
- 1945 : Shady Lady : Leonora Lee Appleby
- 1946 : Nuit et Jour (Night and Day) : Carole Hill
- 1951 : Disk Jockey : Vickie Peters